# Новинки (сельское поселение Кривцовское)
Новинки — деревня в Московской области России. Входит в городской округ Солнечногорск. Население — 30 чел. (2010).

## География
Деревня расположена на северо-западе Московской области, в западной части округа, на Пятницком шоссе Р111, примерно в 7 км к югу от центра города Солнечногорска, на правом берегу реки Истры. Ближайшие населённые пункты — деревни Жуково, Коньково и Судниково. Связана прямым автобусным сообщением с городами Солнечногорском и Зеленоградом (маршруты № 27, № 34 и № 497).

## История
Новинки, деревня 1-го стана, Госуд. Имущ., 41 душа м. п., 38 ж., 10 дворов, 64 версты от стол., 24 от уездн. гор., близ шоссе.
— Нистрем К., Указатель селений и жителей уездов Московской губернии, 1852
В «Списке населённых мест» 1862 года — казённая деревня Клинского уезда по правую сторону Санкт-Петербурго-Московского шоссе, в 27 верстах от уездного города и 7 верстах от становой квартиры, при реке Истре, с 9 дворами и 84 жителями (39 мужчин, 45 женщин).
По данным на 1899 год — деревня Солнечногорской волости Клинского уезда с 103 душами населения.
В 1913 году — 23 двора.
По материалам Всесоюзной переписи населения 1926 года — центр Новинского сельсовета Солнечногорской волости Клинского уезда в 6,4 км от Пятницкого шоссе и 9,6 км от станции Подсолнечная Октябрьской железной дороги, проживало 153 жителя (69 мужчин, 84 женщины), насчитывалось 27 крестьянских хозяйств.
С 1929 года — населённый пункт в составе Солнечногорского района Московского округа Московской области. Постановлением ЦИК и СНК от 23 июля 1930 года округа как административно-территориальные единицы были ликвидированы.
1929—1939 гг. — центр Новинского сельсовета Солнечногорского района.
1939—1957, 1960—1963, 1965—1994 гг. — деревня Обуховского сельсовета Солнечногорского района.
1957—1960 гг. — деревня Обуховского сельсовета Химкинского района.
1963—1965 гг. — деревня Обуховского сельсовета Солнечногорского укрупнённого сельского района.
С 1994 до 2006 гг. деревня входила в Обуховский сельский округ Солнечногорского района.
С 2005 до 2019 гг. деревня включалась в Кривцовское сельское поселение Солнечногорского муниципального района.
С 2019 года деревня входит в городской округ Солнечногорск, в рамках администрации которого относится с территориальному управлению Кривцовское.

## Население
| 1852 | 1859 | 1890 | 1899 | 1926 | 1932 | 1966 |
| ---- | ---- | ---- | ---- | ---- | ---- | ---- |
| 79   | ↗84  | ↗129 | ↘103 | ↗153 | ↘143 | ↘118 |
| 1998 | 2002 | 2010 |      |      |      |      |
| ↘25  | ↗28  | ↗30  |      |      |      |      |